# Josep Sabater
Josep Sabater i Sust, né à Mataró (Catalogne, Espagne) en 1882 et mort à Barcelone (Catalogne, Espagne) le 9 août 1969, est un pianiste et chef d'orchestre catalan. Il fut le directeur titulaire de l'Orchestre du grand théâtre du Liceu pendant quarante ans.

## Biographie

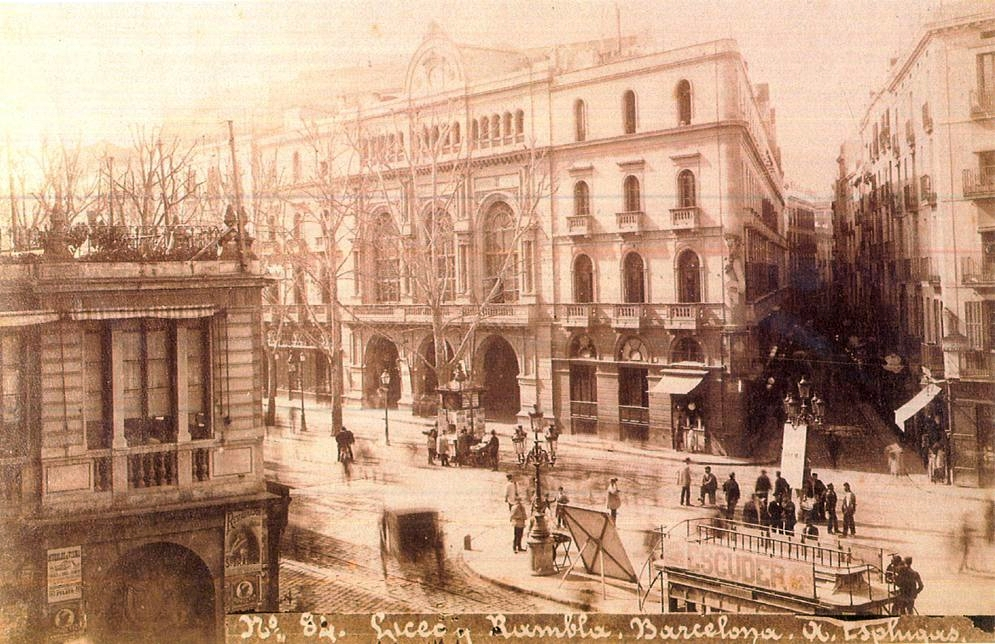
Gran Teatre del Liceu en 1870.

Josep Sabater est élève de Joan Baptista Pellicer au Conservatoire municipal de musique de Barcelone. Il se consacre principalement au piano, et il est tellement brillant, qu'avant ses vingt ans, qu'en 1901, il exerce déjà comme professeur au conservatoire. Cependant que ses préférences se centrent bientôt sur la musique instrumentale. Il forme plusieurs ensembles de chambre et en assume aussitôt la direction. Tout son savoir sur la direction d'orchestre étant acquis en autodidacte, domaine où il devint une autorité respectée et admirée, autant des instrumentistes que du public. Il se sent attiré immédiatement par l'opéra. Il dirige au Teatro Real de Madrid à de multiples occasions, en dans les principaux théâtres d'Espagne, du Portugal et en Amérique du Sud, atteignant finalement par son prestige, le Grand Théâtre de Liceu, dont il dirige l'orchestre à partir de 1913. Il a dirigé les représentations d'opéra du Junior football club – dont il a été le dirigeant de 1931 jusqu'à sa mort.
Quand après quarante années de direction, il abandonne sa charge pour se consacrer – aux côtés de son épouse, Margarida Parera, une des professeurs de chant de plus prestigieuse de Barcelone – à la préparation d'innombrables artistes lyriques. Sa fille, Rosa Sabater, fut aussi pianiste et pédagogue.